# (25951) Pamross
(25951) Pamross est un astéroïde de la ceinture principale.

## Description
(25951) Pamross est un astéroïde de la ceinture principale. Il fut découvert le 15 mars 2001 à la station Anderson Mesa par LONEOS. Il présente une orbite caractérisée par un demi-grand axe de 2,28 UA, une excentricité de 0,13 et une inclinaison de 5,8° par rapport à l'écliptique.